# 海田乡
海田乡，是中华人民共和国四川省南充市蓬安县曾经下辖的一个乡。2019年10月，撤销海田乡、天成乡、济渡乡，将其所属行政区域划归兴旺镇管辖。

## 行政区划
海田乡撤销前下辖以下地区：
五通村、高峰村、竹山观村、金鸡沟村、三青沟村、黎坪村、黑白寺村、陡滩村、飞马桥村、观音堂村、金桥村、宝定村、长沟村和葫芦嘴村。